# جسی (موسیقی‌دان)
جسیکا هو (به انگلیسی: Jessica Ho) که بیشتر با نام هنری خود، جسی شناخته می‌شود، رپر، خواننده و ترانه‌سرای کره‌ای-آمریکایی مستقر در کره جنوبی است. او در نیویورک به دنیا آمد، در نیو جرسی بزرگ شد و در سن ۱۵ سالگی به کره جنوبی رفت.او با اتمام قرار داد خود از کمپانی پی نیشن بیرون امد